# Parc cwm long cairn
51° 35′ 18,51″ N, 4° 06′ 45,76″ O

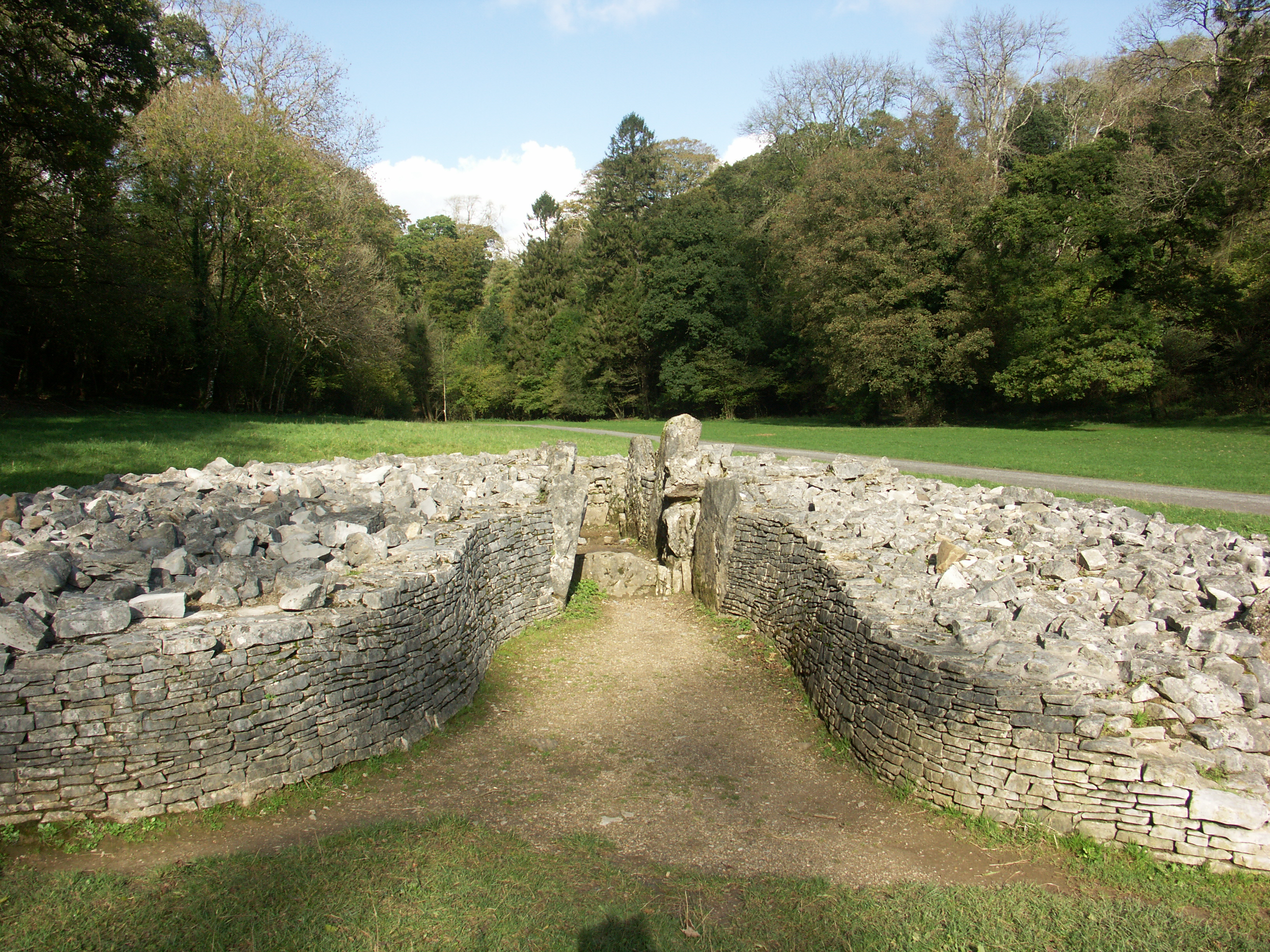
Parc le Breos ou Parc Cwm long cairn

Plan du site
1 Muret de pierres sèches
2 Cairn
3 Radier
4 Passage
5 Chambre
6 Antichambre
7 Déblai de mur écroulé

Le Parc Cwm long cairn (gallois : carn hir Parc Cwm), aussi dénommé Parc le Breos burial chamber (gallois : siambr gladdu Parc le Breos), est un site mégalithique partiellement restauré du Pays de Galles. Le cairn a été érigé il y a environ 5 850 ans, au Néolithique. Il est situé à une douzaine de kilomètres de Swansea, dans la  Péninsule de Gower. 

## Historique
Le cairn a été découvert en 1869 par des ouvriers. Les fouilles réalisées la même année ont mis au jour des ossements humains, des restes animaux (dents de daims et de porcs), ainsi que des vestiges de poteries néolithiques.
Les recherches ultérieures ont permis de déterminer que les ossements humains appartiennent à au moins une quarantaine d'individus. Elles ont également révélé que le site avait été utilisé pendant 300 à 800 ans.

## Description
Le site est constitué d'un cairn trapézoïdal de 22 mètres de long sur 13 mètres de large, orienté Nord-Sud, entouré d'un mur bas de pierres sèches.
Ouverte face au Sud, une antichambre en forme de cloche conduit à un passage central. Les ossements humains ont été placés dans les chambres mortuaires de part et d'autre du passage.